# 다크 아일랜드
《다크 아일랜드》(영어: The Forlorned)는 2017년에 개봉한 미국의 영화이다.

## 캐스팅
- 로버트 베어 : 터프 역
- 콜튼 크리스텐슨 : 톰 역
- 엘리자베스 무튼 : 에이미 역
- 코리 데인저필드 : 머피 역
- 래리 레버티 : 레오 패스 역

## 수입사
- 스톰픽쳐스코리아